# Източна Румелия
Източна Румелия е автономна провинция на Османската империя, създадена в Южна България съгласно Берлинския договор от 1878 година и просъществувала до Съединението с Княжество България през 1885 г.

## География
Границите на Източна Румелия са определени с член 14 на Берлинския договор. На изток областта граничи с Черно море. Границата с Княжество България минава на север по билото на Стара планина, спуска се от него между Пирдоп и Душанци до река Тополница, минава между Ихтиман и Вакарел и достига Родопите източно от Самоков. Южната граница минава по северните склонове на Родопите до Арда, прекосява Марица над Мустафа паша (днешния Свиленград) и по северните склонове на Странджа стига до Черно море северно от Василико (днешното Царево).
Двадесетина помашки села в поречието на Въча не признават източнорумелийските власти и остават фактически самостоятелни до 1886 година, когато са поставени под пряка османска власт.
Общата площ на Източна Румелия е 32 978 квадратни километра.
Населението на областта, по административно събрани данни от края на 1880 година, възлиза на 815 951 души. Според преброяване от началото на 1885 година, то достига 975 030 души. Етническият му състав е преобладаващо български.
| народност | численост | %       |
| --------- | --------- | ------- |
| българи   | 681 734   | 69,92 % |
| турци     | 200 489   | 20,56 % |
| гърци     | 53 028    | 5,44 %  |
| цигани    | 27 190    | 2,79 %  |
| евреи     | 6982      | 0,72 %  |
| арменци   | 1865      | 0,19 %  |
| други     | 3742      | 0,38 %  |

По данни от 1885 година 74,93 % от населението (730 637 души) са православни християни. Другата значима верска общност е мюсюлманската – 224 536 души (23,03 %).
Шестте най-многолюдни града към 1880 година са столицата Пловдив с 24 053 жители, Сливен (16 593), Пазарджик (14 380), Стара Загора (13 279), Хасково (11 790) и Чирпан (10 477).
Основният дял от източнорумелийското население е съставен от земеделци, в мнозинството си дребни собственици. Занаятчийското съсловие намалява рязко в сравнение с периода до Освобождението. Интелигенцията е относително многобройна, а работниците съставляват незначителна прослойка с оглед на слабото развитие на промишлеността.

## Устройство
Управлението на Източна Румелия е уредено най-общо с Берлинския договор, а в подробности – с Органическия устав, изработен и обнародван от комисари на Великите сили през април 1879 година, след половингодишни разисквания.
Според договора и устава Източна Румелия е османска провинция с широко самоуправление, но с големи финансови задължения към Високата порта и без право на собствена външна политика. Начело на изпълнителната власт е главният управител (генерал-губернатор), назначен от Портата със съгласието на Силите. Той управлява съвместно със законодателния орган – Областното събрание, чиито членове са отчасти назначени или определени по право, отчасти (36 от общо 56) избрани от населението с имуществен и образователен ценз.
Първият главен управител на Източна Румелия – Алеко Богориди, е назначен през април 1879 г. Той реформира администрацията, създадена при Временното руско управление, според изискванията на Органическия устав. В следващия месец е сформирано първото правителство на областта, чиито членове са определени от генерал-губернатора и султана. През октомври е избрано първото Областно събрание, а в края на сесията си през декември то излъчва Постоянен комитет, който упражнява контролните и законодателните функции на парламента до следващото му събиране. Местната власт добива завършен облик в началото на 1880 г., когато заработват окръжните и градските съвети и са определени окончателно двайсет и осемте околии в шестте окръга на Източна Румелия.
| Окръзи | Окръзи        | Околии                                                              |  |
|        | Пловдивски    | Пловдивска, Сърненогорска, Овчехълмска, Конушка, Рупчоска, Стремска |  |
|        | Пазарджишки   | Пазарджишка, Пещерска, Ихтиманска, Панагюрска                       |  |
|        | Старозагорски | Казанлъшка, Чирпанска, Старозагорска, Новозагорска, Сейменска       |  |
|        | Сливенски     | Сливенска, Котелска, Ямболска, Каваклийска, Къзълагачка             |  |
|        | Хасковски     | Харманлийска, Хаджиелеска, Хаскьойска, Кърджалийска                 |  |
|        | Бургаски      | Айтоска, Карнобатска, Бургаска, Анхиало-Месемврийска                |  |

## Правосъдие
Съдебната система на Източна Румелия е изградена през 1879 – 1880 година от първоинстанционните кметски, околийски и окръжни съдилища. Шестте окръжни съдилища с граждански и углавни отделения действат и като втора инстанция, наред с Върховния съд на областта. С изключение на кметовете, натоварени с правораздаване, всички останали съдии са назначавани от главния управител и са несменяеми по устав. Работата на съдилищата е слабо ефективна поради липсата на кадри с юридическо образование и опит (компенсирана само отчасти с назначаване на чужденци).
Административните спорове и жалби срещу решенията на органите на изпълнителната власт се отнасят към окръжни административни съдилища и Върховното съдилище за административни разпри.
Обществен обвинител е главният прокурор при Върховния съд. Заедно с подчинените му прокурори при окръжните съдилища, той следи за правилното прилагане на законите и съдебните решения и упражнява надзор върху съдилищата.

## Въоръжени сили
Въоръжените сили на Източна Румелия се състоят от милиция и жандармерия с общо началство, назначено от султана. Милицията е призвана да защитава границите на областта и европейските владения на Османската империя. Висшето ѝ командване се състои от западни офицери на османска служба. Първоначалният ѝ състав е намален драстично след края на Временното руско управление до около 3000 души. Жандармерията, която има за задача да поддържа вътрешния ред, е двойно по-малобройна. Доста по-многочислена е полувоенната организация на гимнастическите дружества. Под натиска на османското правителство през октомври 1879 г. Алеко Богориди разпуска дружествата, превръщайки ги в резерв на милицията, но не посмява да разоръжи населението.

## Икономика

### Селско стопанство
Земеделието е основният поминък на населението в Южна България до и след Освобождението. Руско-турската война от 1877 – 1878 г. носи коренна промяна на поземлената собственост. В хода на така наречения аграрен преврат мястото на турските земевладелци, избягали от руските войски, е заето от български селяни, които дотогава са обработвали земята на изполица или са били прогонени от собствените си имоти от турците. След възстановяването на османския суверенитет над областта и оттеглянето на руснаците през юли 1879 това се превръща в сериозен социален и политически проблем. До края на същата година в Източна Румелия се завръщат 100 000 мюсюлмански бежанци. Под заплахата от османска окупация и натиска на западните дипломати властите в Пловдив предприемат мерки за повторно въдворяване на турските собственици. Подложени на полицейско и съдебно преследване, част от българите са принудени да напуснат новите си имоти. Други започват отново да плащат наем на бейовете или задлъжняват към лихвари, за да изкупят земите си.
Турците се отказват масово от собствеността си след 1882 година, когато натуралният десятък е заменен с кадастрален данък, който трябва да плащат, независимо дали обработват нивите си или не. Същият данък допринася за разоряването на много български селяни, които се изселват в Княжество България, а турските имоти попадат в голямата си част в ръцете на лихвари. В опит да пресече тези тенденции, Областното събрание пренебрегва хроничния дефицит в държавната хазна и опрощава част от несъбраните задължения. Още през 1880 година с финансова помощ от София започва възстановяване на земеделските каси, съсипани по време на войната. Дирекцията на земеделието изкупува селскостопански машини за механизиране на производството. Въпреки че усилията на държавата и частни предприемачи в тази насока са с ограничен успех, добивите нарастват, също както и скотовъдството.

### Занаяти и индустрия
Започналото преди Освобождението западане на занаятите в Южна България е ускорено след 1878 година със стесняването на пазара и засилването на конкуренцията от чуждестранната фабрична продукция. Този процес засяга тежко Копривщица, Сопот, Карлово, Калофер и други средища на традиционното производство. Реакция срещу него са бунтовете на сопотските и карловските предачки от март 1883 година.
Малкото фабрики в областта са унищожени с някои изключения по време на руско-турската война. Между 1878 и 1885 година в Източна Румелия са създадени около 40 нови предприятия за производство на платове, тютюн, спирт и други стоки. Развитието на индустрията е спъвано от митническия режим, наложен от Берлинския договор на границата с Княжество България, ограничения кредит и неудобния и скъп транспорт. През целия период единственото кредитно учреждение в областта остава пловдивският клон на Отоманската банка. Железопътните линии (от Саранбей през Пловдив и Търново Сеймен до османската граница и разклонението до Ямбол) са под контрола на Компанията на Източните железници, която налага високи тарифи и бламира усилията на областните власти за прокарване на железница до бургаското пристанище.

### Търговия
Търговията в Източна Румелия, също както индустрията и кредита, е слабо организирана. Съществуващите търговски дружества са с ограничени капитал и дейност. Областта изнася предимно зърнени храни, розово масло, вина, гайтани, добитък и тютюн през Княжеството, Цариград и Дедеагач. Вносът се състои от захар, кафе, ориз, газ, спирт, памучни и вълнени платове, добитък и машини. Княжество България приема голяма част от източнорумелийския износ и осигурява основния дял от вноса в областта. Двустранна митническа спогодба е сключена година преди Съединението.

## Финанси
През цялото си съществуване Източна Румелия страда от хроничен бюджетен дефицит вследствие от неспособността на властите да намалят разходите, слабо управление на приходната администрация и разстройването на стопанството по време на Руско-турската война. Първите 2 финансови директори – Адолф Шмит и Георги Странски, са бламирани от Областното събрание заради лошо управление. Подобрения в администрацията настъпват при наследника им Иван Евстратиев Гешов през 1882 – 1883 г. Дотогава са частично възстановени постъпленията от основния данък – десятъка върху селскостопанската продукция, спаднали четири пъти поради запустяването на обработваемите земи и намаляването на впрегатния добитък през войната. През 1882 десятъкът е заменен с поземлен данък, зависещ от размера на притежаваната земя. За попълване на хазната се разчита и на данъците върху прихода и недвижимите имоти, както и на косвени данъци върху потреблението на спиртни напитки и тютюн.
За да ограничи разходите, през 1882 г. Гешов прокарва през парламента едностранно намаляване на годишния трибут към Османската империя с ¼ (от 240 000 на 180 000 турски лири годишно). Тъй като Високата порта отхвърля това решение, областната администрация е принудена да работи с неутвърден от султана бюджет. Поради пречки от Портата и неприемливи условия на инвеститори остават неуспешни опитите за основаване на централна и земеделска банка на провинцията. За покриване на бюджетния дефицит източнорумелийските власти вземат заеми от Османската банка и от Българска народна банка.

## Вътрешна политика

### Български характер
Непосредствено след Берлинския конгрес в новообразуваната област възниква масово „съединистко“ движение срещу решението на Великите сили за разделяне на българските земи и оставяне на част от тях под османска власт. В това движение се открояват екзарх Йосиф, Георги Вълкович и други умерени дейци, които смятат всички други средства, освен дипломатическите, за нереалистични, и крайни като Константин Кесяков, Яков Матакиев и други, които са готови на въоръжен отпор. Крайните, организирани в комитетите „Единство“ и гимнастическите дружества, са далеч по-влиятелни и по-многобройни, но отстъпват през април 1879 година, когато генерал Николай Обручев призовава българите от името на цар Александър II да се примирят.
Междувременно временният руски управител на Източна Румелия генерал Аркадий Столипин полага грижи за това, местната администрация да бъде съставена почти изцяло от българи. Българи по народност, наред с генерал-губернатора Алеко Богориди, са и назначените от него през пролетта на 1879 шестима окръжни управители и 21 от 28-те околийски началници (от останалите 7 четирима са гърци, а трима – турци). Българи са и 40 от общо 56 депутати в първото Областно събрание, избрано и свикано през октомври същата година, както и десетте титулярни членове на Постоянния комитет. Българският език се налага в парламента и в администрацията по места, въпреки че според Органическия устав турският и гръцкият също имат статут на официални езици.
Побългаряването на управленските институции е посрещнато със съпротива от гръцкото и мюсюлманското малцинство. Броженията на мюсюлманите в района на Хасково и Айтос започват през юни 1879 година. Освен „Тъмръшката република“, против източнорумелийската власт се обявяват и мюсюлманите в Кърджали, които въстават през февруари 1880 година. Бунтът е потушен, но засилва за известно време опасността от нахлуване на османски войски в автономната област.

### Партийни борби
С укрепването на Източна Румелия като българска автономна област в политическото ѝ ръководство настъпва разцепление. В навечерието на частичните парламентарни избори от май 1881 година се обособяват две фракции, оформени по-късно в Народна (Съединистка) и Либерална партия. В борба за постове в администрацията, те спорят за съдебната уредба, поземления данък, заплатите на офицерите, но основното различие помежду им е в отношението към Русия. Народната партия поддържа руската политика и на свой ред разчита на безрезервна поддръжка от страна на Петербург за осъществяване на националното обединение, докато либералите държат за балансираща позиция между големите европейски държави и подкрепят главния управител (генерал-губернатора) Богориди срещу намесата на руския консул във вътрешните работи на областта. Двете партии са относително равнопоставени в законодателната и местната власт до изборите през 1883 г., когато либералите, с помощта на Богориди, получават надмощие в Областното събрание и Постоянния комитет и изместват съединистите от Директората.
Останала в опозиция, Народната партия начело с Иван Ст. Гешов повежда агитация за съединение с Княжество България и печели масова подкрепа. Непосредствена цел на агитацията, поддържана от руския консул в Пловдив, е да се подкопае авторитетът на Алеко Богориди, който фаворизира либералите и е в обтегнати отношения с Русия, защото се противопоставя на политиката ѝ в Княжеството по време на Режима на пълномощията и отхвърля претенциите ѝ за назначения в румелийската милиция. По руско настояване, Високата порта не подновява изтичащия 5-годишен мандат на Богориди. През април 1884 г. той е заменен от доскорошния главен секретар Гаврил Кръстевич.
Новият главен управител бързо влиза в конфликт с либералите, контролиращи Директората и Постоянния комитет, заради спорни съдебни назначения. Четири месеца след като идва на власт, Кръстевич разпуска Областното събрание под предлог, че изборите от предходната година били опорочени от злоупотреби. През септември 1884 г. е избран нов парламент с мнозинство на съединистите, които заемат и дирекциите на финансите, земеделието, правосъдието и просвещението. Дошли на власт, те не спазват предизборното си обещание за обединение с Княжеството и са свалени с провъзгласяването на Съединението на 6 септември 1885.

## Външна политика

### Отношения с Високата порта
Макар и de jure част от Османската империя, Източна Румелия се развива като самостоятелна държава. Принос за това има фактическият отказ на султан Абдулхамид II да се възползва от член 15 на Берлинския договор и да изпрати турски гарнизони по северните граници на областта. В резултат от въоръжените демонстрации на гимнастическите дружества и въздействието на южнобългарските емисари Ив. Евстр. Гешов и Георги Янкулов върху общественото мнение в Европа, султанът остава без дипломатическа подкрепа срещу руския натиск и през април 1879 дава уверения, че не възнамерява да вкарва войски в Източна Румелия.
Без приложение остават и постановките на Органическия устав за контрол на централното османско правителство върху митниците, пощите и телеграфа в областта. Високата порта отказва правото на генерал-губернатора да организира тези служби, но неколкократните ѝ опити да назначи свои контрольори са отбити от Богориди. На свой ред, османските власти вредят на източнорумелийската търговия като обмитяват стоките и ограничават пътуванията от областта и блокират законопроектите за областна банка и земеделски каси. Неразрешен остава и спорът за източнорумелийския трибут. През 1882 Областното събрание взема едностранно решение да намали с около ¼ размера му. В отговор Портата отказва да утвърди бюджета със заложената сума, но въпреки това областните власти въвеждат законопроекта в действие и отказват да плащат трибута.

### Отношения с Княжество България
Като съставна част от Османската империя, Източна Румелия няма право на дипломатически връзки с други държави, включително и с Княжество България. Политическите контакти между княжеството и областта са тайни и неофициални.
През пролетта на 1880 година двете страни повеждат преговори за обединение. Инициативата е на източнорумелийския Постоянен комитет. Обезпокоени, че султанът ще вкара войски в Румелия, веднъж щом уреди граничните си спорове с Гърция и Черна гора, членовете на комитета изпращат свои представители за преговори с княза и правителството в София. Там те съгласуват общ план за действие, но започналата съединистка акция е прекъсната твърде скоро, поради предупрежденията на Русия и Англия и нерешителността на Цанковото правителство.
Държавният преврат в Княжеството от април 1881 година води до влошаване на отношенията между София и Пловдив. Против Режима на пълномощията са и двете източнорумелийски партии, които не одобряват авторитарните амбиции на княз Александър Батенберг, и генерал-губернаторът Алеко Богориди, който вижда в преврата опасно нарастване на руското влияние. Постоянният комитет настоява пред Батенберг да прокара по-скоро обещаваните промени в Търновската конституция. Богориди дава убежище на Петко Каравелов, Петко Славейков, Захари Стоянов и много други непримирими либерали от Северна България, които подемат от Пловдив агитация срещу противоконституционния режим в Княжеството чрез вестник „Независимост“. Едва през септември 1882 софийското правителство предприема по-сериозен опит за преодоляване на разногласията. При посещение в Пловдив външният министър Георги Вълкович се свързва с дейци на Народната партия, които подкрепят княз Александър чрез вестник „Съединение“, издаван от края на същата година от княжеския политически агент Петър Берковски. Въпреки вложените значителни финансови средства, тази пропагандна инициатива няма успех и е прекъсната скоро след като в края на февруари 1883 консерваторите са принудени да напуснат правителството на Соболев.
С прекратяването на пълномощния режим в София отношенията между Княжеството и Източна Румелия се нормализират. Постоянният комитет на областта и правителствата на Цанков и Каравелов повеждат политика на стопанско приобщаване. Резултат са заемът на Българска народна банка от май 1884 за източнорумелийските земеделски каси и митническата спогодба от септември същата година.

## След Съединението
В резултат от въстанието в Пловдив на 6 септември 1885 година, източнорумелийските институции са ликвидирани и заменени с администрация, назначена от българския княз. Въпреки победата в последвалата война със Сърбия, княжеското правителство не успява да затвърди юридически фактическото присъединяване на Източна Румелия. Съгласно Топханенския акт, наложен от Великите сили, тя остава формално османска провинция, макар и под управлението на българския княз. Александър Батенберг е утвърден за управител на областта със султански ферман през април 1886 година. Наследникът му, княз Фердинанд, получава такъв ферман през 1896 – близо девет години след възцаряването си. Османската империя се отказва от претенциите си за суверенитет над Южна България едва след обявяването на независимостта на България през 1908 година.